# Det er ikke appelsiner - det er heste
Det er ikke appelsiner – det er heste er en dansk lystspilsfilm fra 1967, instrueret af Ebbe Langberg efter manuskript af Peer Guldbrandsen, baseret på novellen "Dead or Alive?" af Mark Twain. Filmen går også under titlen Fup eller fakta.

## Handling
De tre unge og ukendte kunstnere, Richard (Morten Grunwald), Steffen (Jesper Langberg) og Max (Willy Rathnov), der bor og arbejder sammen, er fortvivlede over, at de ikke kan leve af deres kunstneriske udfoldelser. Efter endnu et slag på selvtilliden går de på druk, og i alkoholens tåger finder de ud af, at det kun er døde kunstnere, hvis værker er noget værd. Derfor trækker de lod om, hvem der skal begå selvmord, så de to andre kan lukrere på den døde kammerats værker. Steffen taber, og forsøger nu - uden held - i flere omgange at gennemføre forehavendet. Richard ser ham gå rundt på jernbanelegemet og tror, at Steffen dør ved dette, hvorpå han selv drager til Sverige, idet han skriver et afskedsbrev til Max og deres fælles veninde Louise (Helle Hertz).
Steffen overlever både turen blandt togene og et drukningsforsøg; ved sidstnævnte møder han Else (Judy Gringer), der er ude i samme ærinde, men de redder hinanden. Steffen tager Else med hjem til lejligheden, hvor de ser Richards afskedsbrev og antager, at han har overtaget selvmordsforpligtelsen. Nyheden om Richards "selvmord" kommer i aviserne, og en kunsthandler (Carl Ottesen) kommer nu på besøg for at se på hans billeder. Han er dog skeptisk, indtil Else i elegant påklædning bilder ham ind, at hun var forlovet med Richard, og at kunsthandleren ikke skal nedgøre ham. Hun vil allernådigst lade ham købe et af billederne for en skyhøj sum. Max, Steffen og Louise accepterer hendes forklaring, og Else arrangerer en stor udstilling med Richards værker, der nu med ét bliver eftertragtede.
Et år efter vender Richard hjem fra sit eksil og forbløffes over det der er sket - de øvrige venner bliver også overraskede, da de troede Richard var død. Lige så overrasket bliver Richard, da han møder Else, men hendes frækhed og charme tiltaler ham. Richard har malet flere billeder i Sverige, og de bliver hentet for at tilfredsstille efterspørgslen. For at undgå offentlig kaos rejser Richard med Else til Brasilien, og herfra fortsætter han med at forsyne efterspørgslen på billederne i Danmark.

## Medvirkende
Blandt de medvirkende er:
- Morten Grunwald - Richard Hansen, kunstmaler
- Jesper Langberg - Steffen, kunstmaler
- Willy Rathnov - Max, billedhugger
- Helle Hertz - Louise Mørch
- Judy Gringer - Else Iversen
- Ove Sprogøe - Mortensen, grønthandler og husvært
- Carl Ottosen - kunsthandler
- Ingolf David - inspektør
- Mogens Brandt - professor
- Bent Vejlby - værtshusgæst
- Bjørn Puggaard-Müller - værtshusgæst
- Per Pallesen - journalist
- John Larsen - journalist
- Børge Møller Grimstrup - postbud
- Gunnar Lemvigh - kunstkender
- Valsø Holm
- Henry Lohmann